# صبايا (مسلسل)
صبايا هو مسلسل كوميدي سوري يحكي قصة خمس فتيات يعشن في منزل واحد وما يتخلل ذلك من أحداث ومغامرات متفرقة ضمن إطار اجتماعي كوميدي خفيف ليشكل هذا العمل عبر ثلاثين حلقة نموذجاً لعدة شرائح اجتماعية وتفاعلها مع بعضها البعض وما يرافق ذلك من مواقف تأتي انعكاساً حقيقياً للحياة الواقعية.
انطلق المسلسل في رمضان عام 2009 وأنتج منه حتى الآن خمسة أجزاء اربعه منها بنفس الفكرة مع تغير في بعض الشخصيات من جزء إلى أخر، صور الجزء الأول والثاني في سوريا بينما صور الجزء الثالث بين سوريا وبيروت والجزء الرابع صور كاملا في دبي والجزء الخامس في بيروت.

## الفكرة
خمس فتيات يعشن في منزل واحد، تؤدي الفنانة السورية ديمة بياعة دور نور صاحبة البيت وخطيبيها وائل مهيار خضور الذي يغار عليها ويتشاجر معها خوفا على ان لا تذهب إلى رجل اخر ولكن تكتشف نور حب وائل لها، وبعدها تقرر نور سؤاله على ان يجيب بطريقة صحيحة لكن تتركه والسبب الأساسي لانفصالهما هو مها المصري أم وائل.
كما تقوم الفنانة نسرين طافش بشخصية ليلى وتعمل كعارضة ازياء، وليلى تلتقي بكثير من الشبان المعجبون بها مثل: سوار، هاني، أمير، ووسام. ليلى هي فتاة مثقفة تحب قراءة الكتب غالباً، احياناً تكون عصبية واحياناً هادئة، وهي تنام في نفس الغرفة مع ميديا. وتعمل في الحلقات الاخيرة في مجلة فن و fashion والتي يملكها وسام خطيب داليا.
و جيني إسبر التي قامت بدور ميديا، تعمل كممثلة لكن في الحلقات الاخيرة تتبع أول خطواتها نحو الغناء، وبالفعل وصلت وحققت الحلم الذي انتظرته طوال حياتها وهو «حلم الشهرة».نرى ان ميديا قبل بدءها بمشوار الغناء انها توجهت للكثير من المخرجين لكن لم تنجح سوى مع مخرج لاعلان عن تنظيف الحمامات. ميديا شخصية عصبية احياناً وغالباً ما تتشاجر مع لبنى.
اما كندة حنا فتؤدي شخصية سميحة، وهي تدرس في كلية الحقوق في جامعة دمشق.سميحة فتاة أنيقة وتهتم بشكلها.وهي فتاة جذابة ولها الكثير من المعجبين الشباب ومنهم: سامي، عصام... هي فتاة تهوى الكذب عند الحاجة بعكس جومانا الصريحة في الجزء الخامس، سميحة فتاة راقية وتعتقد أن كل شاب يتكلم معها انه معجب بها.
واخيراً ديمة الجندي تمثل دور لبنى التي تعمل كمدربة رياضة، وهي خريجة المعهد الرياضي. أتت من الضيعة لتجد فرصة حياتها، وهي ان تملك نادياً رياضياً. لبنى تنام في الغرفة مع سميحة وكثيراً ما تتشاجر مع ميديا. تعمل في النهاية كمظيفة طيران لكن تتفاجأ بوجود فوبية لها من المرتفعات بسبب الحادثة التي حصلت معها وهي تظيف طيران.
وبالرغم من وجود خمس صبايا انما هناك نبال الجزائري والتي قدمت لنا دور هزار وهي جارة الصبايا، المميز في هزار عن باقي الصبايا انها ثرثاة وتفضح الاسرار. وتعجب في منتصف المسلسل بقدري وهو الفنان محمد خير الجراح ويتزوجان.
قدري محمد خير الجراح يتزوج من هزار بعدما أعجبت به، هو كان جار سميحة في حلب. وخالة فريدة وهي والدة الأنسة سميحة توصي ادري بها فتشعر سميحة بخيبات امل غير مرئيه لان ادري يقول لامها كل شيء عنها أي انه ثرثار أكثر من هزار، يعني ان الزوجان ادري وهزار متشابهان كثيراً من حيت الصفات الداخلية لكن هل سيتمرا مع بعض؟

## صبايا 2: رجعنا من جديد
يتناول الجزء الثاني مفاجأت كثيرة وغير متوقعة
نور ديما بياعة تعود من دبي لتقنع الصبايا بالعودة إلى البيت وليست هذه المفاجأة المفاجأة تكون بحبها لشخص اخر وهو وسيم محمود نصر الذي يتركها في يوم الخطبة بعد ما أفسد وائل مهيار خضور وأيضًا يظهر انها تمتلك أخت وهي نسمة قمر خلف.
ميديا جيني اسبر التي تعود من بيروت وتشتري فيلا في سوريا وتبدأ مشوار النجومية لكن يغدر بها مدير اعمالها جو اندريه اسكاف باعطاء مالها للفنانة حسناء فتعود للعيش مع الصبايا وتشارك نسمة قمر خلف.
سميحة كندة حنا تعود من حلب وتذهب إلى صاحبة البيت التي ستسكن فيه سوسون سامية الجزائري وترفض ان تخرجها من البيت لكن بعد اقناع تتركها تذهب ولكن تعاني مع دكتور جامعتها.
لبنى ديمة الجندي تعود من سفرها بعد معانتها فوبيا من المرتفعات كونها خافت من حدوث شيء ممثل لللحادث الذي تعرضت له وهي على إحدى الطيارات لكن تفصل من عملها بعد رميها الملاءة في وجه رئيسها لكن تعمل من جديد في نادي رياضي في الحلقة الاخيرة.
نسمة قمر خلف اخت نور الكبيرة تعيش على العنف والقتال تعمل كصحفية لكن تضرب مديرتها بسبب سوء فهم حدث بينهما فتصبح مثل لبنى لا تعمل لكن تعمل مرة أخرى فتطرد مرة أخرى بسبب عدم احترام المديرة لطلبها بعدم كتابة اسم العائلة.

## صبايا 3: كل يوم في أمل
من أبرز الوجوه الجديدة في العمل الفنانة ديمة قندلفت وتؤدي شخصية «هنادي» التي تعمل في مجال الحفلات والأعراس، إضافة إلى الفنانة ندين تحسين بك في شخصية «مايا» وهي صاحبة البيت الذي يقيم فيه «الصبايا»، فضلا عن كونها مخرجة سينمائية أنهت دراستها في الولايات المتحدة وعادت إلى دمشق للبحث عن فرصة لتحقيق مشروعها السينمائي.
وتؤدي الفنانة ميريام عطا الله شخصية «رانيا» وهي من أم لبنانية وأب سوري، مولعة برياضة «اليوغا» الروحانية، وتهتم بالتغذية كثيراً وتعتبر نفسها نباتية، كما ستحل الفنانة الأردنية ميس حمدان ضيفة شرف على العمل، وهي المشاركة الأولى لها في الدراما التلفزيونية السورية.
ويشارك في «صبايا 3» عدد من النجوم أبرزهم عبد المنعم عمايري وأحمد الأحمد وراكان تحسين بك، إضافة إلى استمرار مشاركة الفنان أندريه سكاف ولكن بشخصية جديدة مختلفة عن شخصية «جو» الذي قدمها في الجزء الثاني.
وكتب الجزء الثالث من «صبايا» الكاتبين مازن طه ونور شيشكلي، وتؤكد شيشكلي وجود «سلسلة من أجزاء صبايا بعد النجاح الذي حققه، ولاسيما أنه عمل بسيط اجتماعياً يتحدث بنقاء وبراءة عن مشكلات الصبايا وعلاقتهن بالطرف الآخر».
وتضيف «في صبايا لم نقدم ما يخدش الحياء، فلا وجود لفتاة لها علاقة غير صحيحة، ولا توجد إيحاءات أو تلميحات خادشة، بل إن العمل صافٍ كالبلور، واقعي وطبيعي كنضارة فتيات سوريا».
وتؤدي الفنانة جيني إسبر في الجزء الجديد شخصية مقدمة برامج تعيش قصة حب شائقة، وتشارك مع صديقتها «مايا» في بعض المشاريع الخاصة، وتقدم الفنانة كندة حنا في المسلسل شخصية مشابهة لشخصيتها في الجزء الثاني.
وترى إسبر أن تطوير حكاية العمل ومشاركة نجوم ونجمات جدد فيه سيعطيه دفعة أخرى من النجاح، و«لاسيما أن 'الصبايا' سيخرجن في هذا الجزء من نطاق 'السكن' إلى الحياة الاجتماعية بشكل أكبر، حيث تبرز مشكلات الشابات والشباب العربي بشكل أعمق وأوضح».
وتؤكد جيني أن المسلسل قدم عالم الفتيات السوريات بصورة واقعية وحقيقية، في جو من الكوميديا الخفيفة «ولم يكن مطلوباً منه أن يكون صورة عن مسلسلات 'العشوائيات' فالمدن والجامعات السورية تعج بعشرات الآلاف من الشابات السوريات العصريات الأنيقات، واللواتي يعكسن صورة الفتاة السورية المعاصرة، ومن أجواء هؤلاء الفتيات تم تصوير مسلسل 'صبايا».
وتنفي بشدة الاتهامات التي تقول إن فتيات العمل بالغن في المكياج والملابس والبذخ، وتضيف «نحن لم نبالغ في التبرج ولم نفرط بالمكياج، بل فعلنا ما تفعله كل فتاة سورية معاصرة، أما ملابسنا فلم تكن فاضحة بل عادية، وهي ملابس موجودة في الأسواق السورية في كل المدن، وهي مما ترتديه فتيات سوريا».

## صبايا 4: رفقة على طول بقينا
الجزء الرابع من صبايا تم تصوير المسلسل كاملا في دبي وذلك لاستحالة التصوير في سوريا.
ضم المسلسل العديد من الممثلات العرب وهن: ديما بياعة (بعد غيابها في الجزء الثالث) / جيني اسبر / كندة حنا / رؤى الصبان / برجيت ياغي..
الشخصيات:
ديما بياعة: نور وهي ابنة صاحب المنزل الذي يعيش فيه الصبايا. تكون نور مخطوبة من حسام الذي يكون يعمل في مجال الغناء في النوادي الليلية وهو يحب عمل المفاجآت لمخطوبته نور. تتميز نور بصفات عديدة: مثل القلب الحنون والمتسامح كما رأيناها في الجزأين الأول والثاني من المسلسل. تحاول نور اقناع الصبايا «ميديا» و «سميحة» بالعيش معها في دبي
جيني اسبر: ميديا وهي الممثلة والفنانة التي كانت في يوم من الايام أشهر من نار على علم قبل ان يسرقها مدير اعمالها «جو». تلعب اسبر دور الفتاة الجميلة الطموحة التي تحاول ان تكون الأفضل باحثة عن أي فرصة تساعدها للصعود إلى الشهرة والنجومية مجددا.و في النهاية تعمل أغنية مع حسام مكتوبة من قبل ناريمان
كندة حنا: سميحة وهي الفتاة التي عانت في دراستها بعد ان تخرجت من كلية المحاماة.. سميحة هي فتاة طموحة إلى ان تصبح من أكبر القضاة في البلاد.تبدأ سميحة بالعمل في مطعم حيث يكون يعمل هناك واحد من زملائها في الجامعة ويكون معجبا بها منذ أيام الجامعة وفي النهاية يرتبطان.
رؤى الصبان: ليان وهي فتاة إماراتية صديقة طفولة نور وابنة صديق والد نور. تملك ليان مركز تجميل التي لا تتجرأ على توظيف أي أحد بسهولة لانه امانة من والدها.يبدا «قدري» بالعمل لديها بعد ان ارسل اليها طلب عمل قائلا به انه لديه خبرة كبيرة بهذا المجال.
برجيت ياغي: ناريمان وهي فتاة لبنانية كاتبة طموحة لم تجد فرصتها في البداية ولكن بعدها تتعرف على مخرج والذي يؤمن بموهبتها في الكتابة لذلك في كل مشاريعه يلجأ اليها لكتابة النص ولكن في كل مرة تفشل. وتكون هي من كتبت أغنية ميديا وحسام.

## صبايا 5: Pan Arab
في هذا الجزء تعود الممثلة جيني اسبر بشخصية ميديا للمرة الخامسة على التوالي. وهي الوحيدة التي تعود في هذا الجزء. 
ومن الممثلين الجدد في هذا الجزء الممثلة السورية ليليا الأطرش وهبة نور والفنانة اللبنانية نادين نجيم والشاب السوري معتصم النهار.
مع عودة الفنان السوري محمد خير الجراح بدور أدري وظهور جديد للفنانة مريم حسين. صور المسلسل في بيروت وهو من إخراج محمود دوايمه.

## صبايا 6
قصة مسلسل : مغامرات جديدة شيقة للفتيات الخمسة اللاتي اعتدن العيش سويا في منزل الواحد ، و لكن هذه المرة بعد خوضهن لتجارب الزواج و دخولهن عالم الأمومة . 
ممثلات و ممثلين مع شخصياتهم :
ديما بياعة : نور : مستمتعة  و النشيطة و تحب الحياة  ثم وجدها الحب مع شاب اسمه جواد لكن ليس مثل حبها إلاول وائل شديد الغيرة .
ناظلي الرواس : ريهام : زوجة أب نور. كانت صديقة نور لكن  خانتها و غدرت فيها و تزوجت من أبيها و أصبحت زوجة والدها و مازالت مستمرة في غدر فيها لأنها لا تريد أن ترى نور ناجحة في كل شيء .

## الطاقم العمل
- الجزء الأول: ديما بياعة، جيني أسبر، نسرين طافش، ديمة الجندي، كندة حنا
- الجزء الثاني: ديما بياعة، جيني أسبر، قمر خلف، ديمة الجندي، كندة حنا
- الجزء الثالث: ميريام عطا الله، جيني أسبر، ديما قندلفت، ندين تحسين بك، كندة حنا
- الجزء الرابع: ديما بياعة، جيني أسبر، بريجيت ياغي، رؤى الصبان، كندة حنا
- الجزء الخامس: جيني اسبر، ليليا الاطرش، هبة نور، نهال كمال، نادين ويلسون نجيم، ستيفاني سالم، رانيا ملاح